# Гиперполяризация (биология)
Гиперполяризация — изменение мембранного потенциала клетки, которое делает его более отрицательным. Это противоположность деполяризации. Он подавляет потенциалы действия, увеличивая стимул, необходимый для перемещения мембранного потенциала до порогового значения потенциала действия.
Гиперполяризация часто вызывается истечением K+ (катиона) через ионные каналы K+ или притоком Cl- (аниона) через другой канал Cl-. С другой стороны, приток катионов, например Na+ через каналы Na+ или Ca2+ через каналы Ca2+ подавляет гиперполяризацию. Если в клетке есть токи Na + или Ca2 + в состоянии покоя, то ингибирование этих токов также приведет к гиперполяризации. Этот отклик потенциалзависимого ионного канала и есть то, как достигается состояние гиперполяризации. Нейрон входит в состояние гиперполяризации сразу после генерации потенциала действия. Так как нейрон гиперполяризован, он находится в рефрактерном периоде, который длится примерно 2 миллисекунды, в течение которого нейрон не может генерировать последующие потенциалы действия. Натрий-калиевые АТФазы перераспределяют ионы K + и Na + до тех пор, пока мембранный потенциал не вернется к своему потенциалу покоя около -70 милливольт, после чего нейрон снова готов к передаче другого потенциала действия.

## Управляемые напряжением ионные каналы и гиперполяризация

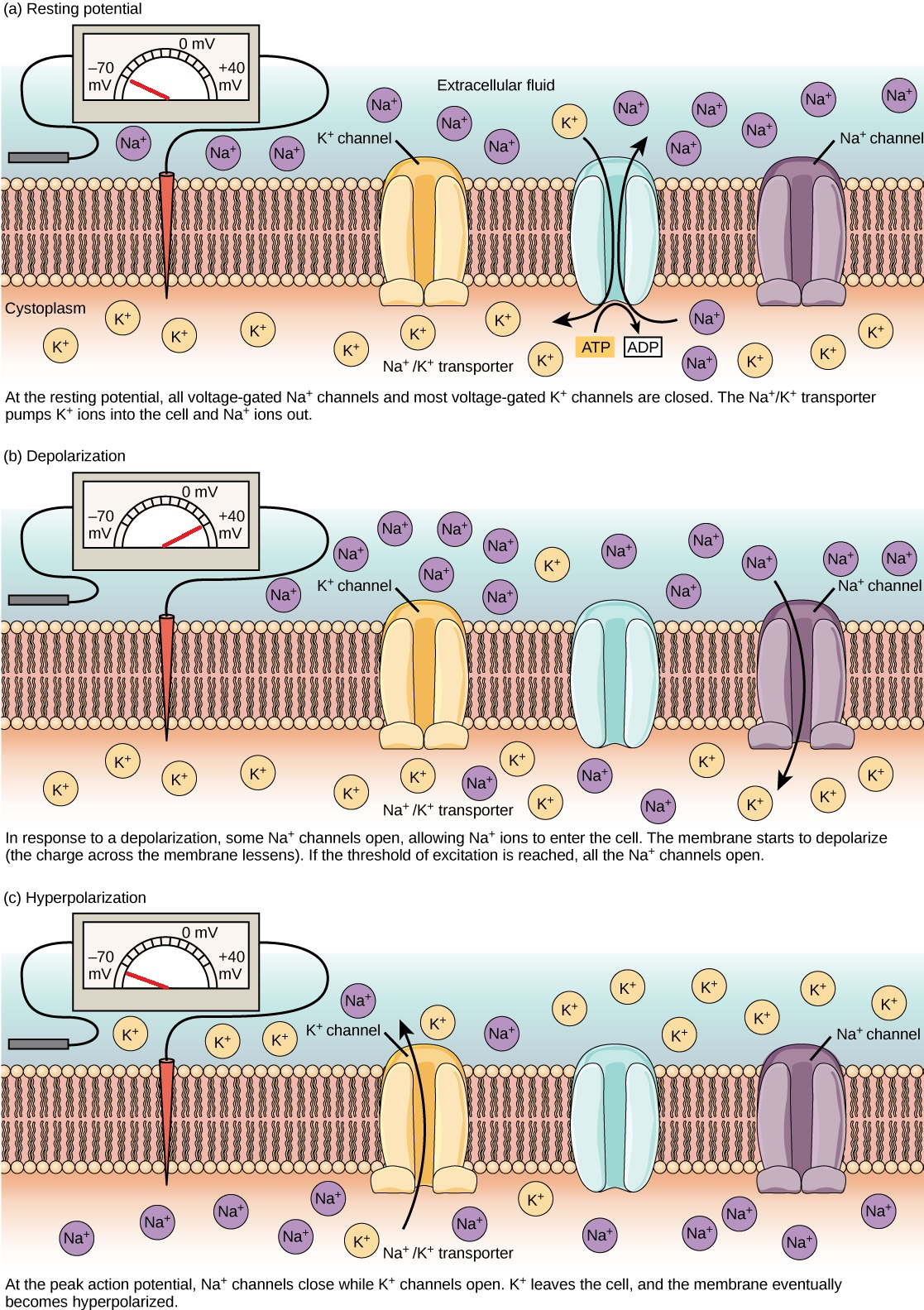
(а) мембранный потенциал покоя является результатом различных концентраций ионов Na+ и K+ внутри и снаружи клетки. Нервный импульс заставляет Na+ проникать в клетку, что приводит к (б) деполяризации. При пиковом потенциале действия K+ каналы открываются, и клетка становится (c) гиперполяризованной.

Управляемые напряжением ионные каналы реагируют на изменения мембранного потенциала. Такие ионные каналы как: калиевые, хлоридные и натриевые, являются ключевыми компонентами в генерации потенциала действия, а также гиперполяризации. Эти каналы работают путем выбора иона на основе электростатического притяжения или отталкивания, позволяя иону связываться с каналом. Это высвобождает молекулу воды, прикрепленную к каналу, и ион проходит через пору. Управляемые напряжением натриевые каналы открываются в ответ на стимул и снова закрываются. Это означает, что канал либо открыт, либо нет, частично нет открытого пути. Иногда канал закрывается, но его можно сразу открыть повторно, что называется стробированием канала, или его можно закрыть, не открывая сразу, что называется инактивацией канала.
При потенциале покоя и потенциал-зависимые натриевые, и калиевые каналы закрываются, но по мере того, как клеточная мембрана становится деполяризованной, управляемые по напряжению натриевые каналы начинают открываться, и нейрон начинает деполяризоваться, создавая петлю обратной связи по току, известную как Модель Ходжкина — Хаксли. Однако ионы калия естественным образом выходят из клетки, и если исходное событие деполяризации было недостаточно значительным, нейрон не генерирует потенциал действия. Однако, если все натриевые каналы открыты, нейрон становится в десять раз более проницаемым для натрия, чем для калия, что приводит к быстрой деполяризации клетки до пика +40 мВ. На этом уровне натриевые каналы начинают инактивироваться, а калиевые каналы, управляемые напряжением, начинают открываться. Эта комбинация закрытых натриевых каналов и открытых калиевых каналов приводит к реполяризации нейрона и снова становится отрицательной. Нейрон продолжает переполяризоваться, пока клетка не достигнет ~ −75 мВ, что является равновесным потенциалом ионов калия. Это точка, в которой нейрон гиперполяризован, между −70 мВ и −75 мВ. После гиперполяризации калиевые каналы закрываются, и естественная проницаемость нейрона для натрия и калия позволяет нейрону вернуться к своему потенциалу покоя −70 мВ. В течение рефрактерного периода, который наступает после гиперполяризации, но до того, как нейрон вернется к своему потенциалу покоя, нейрон способен запускать потенциал действия из-за способности открываться натриевые каналы, однако, поскольку нейрон более отрицательный, он становится труднее достичь порога потенциала действия.
Каналы HCN активируются гиперполяризацией.

## Экспериментальная техника

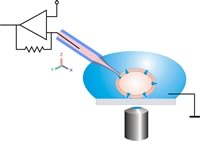
На этом изображении показана модель патч-зажима, используемого в неврологии. Наконечник пипетки помещается в отверстие ионного канала, и ток подается и измеряется с помощью зажима напряжения.

Гиперполяризация — это изменение мембранного потенциала. Нейробиологи измеряют его, используя технику patch-clamp. Используя этот метод, они могут регистрировать ионные токи, проходящие через отдельные каналы. Это делается с помощью стеклянной микропипетки, также называемой пипеткой, диаметром 1 микрометр. Есть небольшой участок, который содержит несколько ионных каналов, а остальные закрыты, что делает его точкой входа для тока. Использование усилителя и зажима напряжения, который представляет собой схему электронной обратной связи, позволяет экспериментатору поддерживать мембранный потенциал в фиксированной точке, а зажим напряжения затем измеряет крошечные изменения тока. Мембранные токи, вызывающие гиперполяризацию, представляют собой либо увеличение внешнего тока, либо уменьшение входящего тока.